# Chapel Hill, Carolina de Nord
Chapel Hill este o municipalitate, un târg (town) din comitatul Orange, statul Carolina de Nord, Statele Unite.